# Discordance Axis
Discordance Axis là một ban nhạc grindcore từ East Brunswick, New Jersey, Hoa Kỳ.

## Phong cách
Khi mới thành lập, ban nhạc chơi một kiểu grindcore ảnh hưởng bởi Napalm Death, nhưng ở những nhạc phẩm sau đó họ bắt đầu chơi một phong cách nguyên bản hơn. Robert Marton chơi những dòng guitar vừa kỹ thuật vừa nghịch tai. Dave Witte có kiểu đánh blast beat thường biến đổi khác với phần lớn grindcore. Jon Chang thay đổi giữa kiểu rít the thé và giọng gầm gừ trầm, phần lời mang đậm tính ẩn dụ được ảnh hưởng bởi tiểu thuyết và anime. Ban nhạc không có tay guitar bass.

## Thành viên
- Jon Chang – vocal (Gridlink, Hayaino Daisuki)
- Rob Marton – guitar
- Dave Witte – trống (Burnt by the Sun, Human Remains, Municipal Waste, Black Army Jacket, Melt-Banana, Exit-13, Hope Collapse, East West Blast Test, Birds of Prey, Phantomsmasher)

### Thành viên trực tiếp
- Steve Procopio – guitar (Human Remains) (Gridlink)
- Rob Proctor – trống (thay cho Witte trong tour diễn Nhật Ban năm 1995) (Assück, Nasty Savage, Old Lady Drivers)

## Danh sách đĩa nhạc

### Album phòng thu
- Ulterior (1995), Devour Records/Pulp Records
- Jouhou (1997), Hydra Head Records
- The Inalienable Dreamless (2000), Hydra Head Records

### EP
- với Cosmic Hurse (1992), Pulp Records
- với Hellchild (1993), HG Fact
- với Capitalist Casualties (1994), Pulp Records
- với Def Master (1994), HG Fact
- với Melt-Banana (1995), HG Fact
- với Plutocracy (1995), Slap a Ham Records
- Necropolitan (1997), HG Fact
- với Corrupted và 324 (2001), HG Fact

### Album tổng hợp
- Original Sound Version 1992–1995 (1998), Devour Records
- The Inalienable Dreamless Perfect Version Box Set (2000), self-released
- Our Last Day (2005), Hydra Head Records

### Video
- 7.62mm (1997), self-released
- Pikadourei (2002), Hydra Head Records